# الطرق المعلقة
الطرق المُعلقة (Gallery road) (栈道|棧道) هي مسارات أثرية كانت تمتد عبر المناطق الجبلية النائية في الصين. صُنعت هذه الطرق باستخدام ألواح خشبية تم تثبيتها بإحكام داخل ثقوب محفورة في جوانب المنحدرات. تتركز هذه الطرق أساسًا في جبال تشينلينغ، حيث تربط بين وادي نهر ويه ووادي نهر هان. تم بناء أولى الطرق المُعلقة خلال فترة الممالك المتحاربة (476–221 ق.م)، واستخدمها مملكة تشين لغزو مملكة شو ومملكة با. أصبحت هذه الطرق شبكة مزدهرة خلال عهد أسرة هان. قبل القرن العشرين، تم استخدام نسخ بدائية جدًا في الممرات الغربية لجبال بامير.

## خلفية

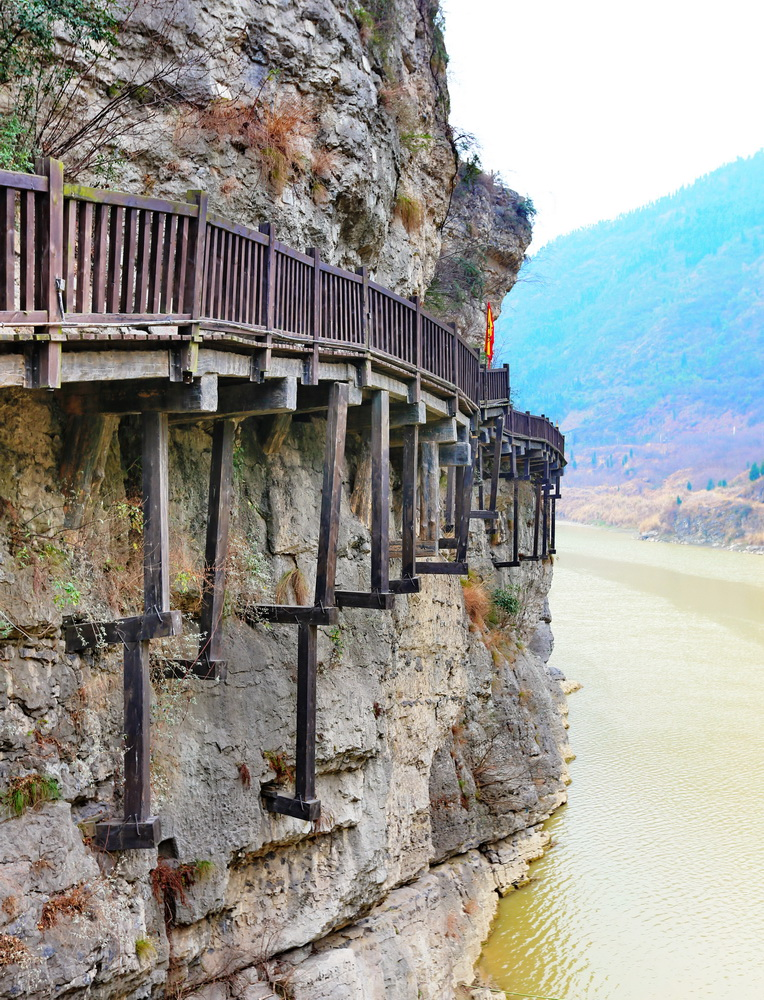
مسار قديم في شو

تُعتبر الطرق المُعلقة إنجازات هندسية بارزة في التاريخ الصيني القديم. بُنيت هذه البنى التحتية لتسهيل التنقل عبر المنحدرات في المناطق الجبلية الوعرة. يُعتبر طريق شو مثالًا بارزًا، حيث يعبر بعض التضاريس الأكثر وعورةً وعزلةً في الصين، بما في ذلك سلسلتا جبال تشينلينغ ودا با. كان هذا الطريق الرابط الرئيسي بين وادي نهر ويه والعاصمة القديمة تشانغآن.

## الأدلة التاريخية

### طرق شو
طرق شو هو الاسم العام للطريق التاريخي الذي تم بناؤه عبر جبال تشينلينغ وميكانغ ودا با. تتمثل الوظيفة الأساسية لطريق شو في ربط وادي نهر ويه (المعروف حاليًا باسم غوانجونغ) مع العاصمة القديمة تشانغآن (المعروفة حاليًا باسم شيآن) في الشمال، ومملكة شو (المعروفة حاليًا باسم تشنغدو) في الجنوب.